# Schedoleiodesmus lobatus
Schedoleiodesmus lobatus är en mångfotingart som beskrevs av Pius Strasser 1974. Schedoleiodesmus lobatus ingår i släktet Schedoleiodesmus och familjen plattdubbelfotingar. Inga underarter finns listade i Catalogue of Life.